# 한진현
한진현(韓珍鉉, 1959년 ~ , 전남 보성)은 대한민국의 공무원이다. 2013년 3월 산업통상자원부 제2차관으로 임명되었으며, 주로 통상과 에너지 및 자원문제를 총괄하고 있다. 

## 학력
- 전남고등학교 졸업
- 전남대학교 경제학 학사
- 고려대학교 대학원 경제학 석사
- 캔자스대학교 대학원 경제학 석사

## 경력
- 1981 : 제25회 행정고시 합격
- 1984.04 : 동력자원부 가스기획과
- 1984.04 : 동력자원부 해외자원과
- 1992.05 : 통상산업부 무역정책과
- 1992.05 : 상공자원부 지방중소기업과
- 1997.02 : 경수로사업지원기획단 건설기술부 과장
- 1999.02 : 외교통상부 주뉴욕총영사관 상무관
- 20002.07 : 산업통상자원부 석유산업과장, 가스산업과장, 투자진흥과장
- 2007.12 ~ 2009.01 : 국무총리실 기후변화대책기획단 부장
- 2009.02 ~ 2010.02 : 지식경제부 에너지산업정책관, 국장
- 2010.02 ~ 2011.06 : 지식경제부 무역정책관
- 2011.06 ~ 2013.03 : 지식경제부 무역투자실장
- 2013.03 ~ 2014.07 : 산업통상자원부 제2차관
- 2014.09 ~ 2016.09 : 서울과학기술대학교 에너지정책학과 석좌교수
- 2015.03 ~ 2016.09 : 경제자유구역위원회 부위원장
- 2016.10 ~ 2018 : 제10대 한국무역정보통신 대표이사 사장
- 2018.03 ~ 2021.02 : 한국무역협회 상근부회장
- 2018.04 : 전략물자관리원 이사장
- 2021 ~ : 법무법인 광장 고문
- 2021.03 ~ : GS 사외이사
- 2021.04 ~ : 도시가스 미래혁신위원회 위원장
- 2023.08 ~ 2025.08 : 한국전력공사 비상임이사

## 참고
| 전임 김성한 (외교통상부 제2차관) | 초대 산업통상자원부 제2차관 2013년 3월 13일 ~ 2014년 7월 | 후임 문재도 |